# Сліди людини

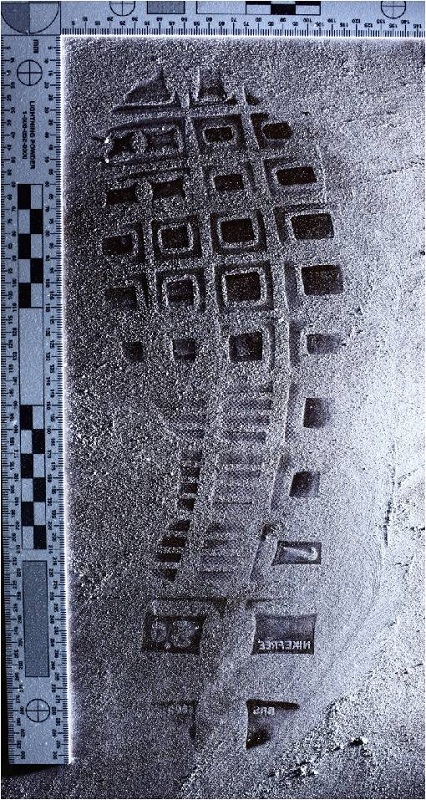
Слід взуття людини

Сліди людини —  будь-які зміни становища/оточення, що формуються під час контакту об'єкта, що сприймає слід, з людиною, що утворює його, під впливом фізичних сил.
Розділ криміналістики, що вивчає сліди людини, називається антропоскопією (грец. άνθρωπος людина + грец. σκοπέω розглядати), або гомеоскопією (грец. ὅμοιος подібний, однаковий + грец. σκοπέω).
До безпосередніх слідів людини належать:
- сліди рук (дактилоскопія)
- сліди ніг
- сліди зубів
- сліди губ
- сліди нігтів
- сліди крові
- сліди сперми
- сліди слини
- сліди виділень з носа
- волосся
- сліди запаху людини
- кал і сеча
- сліди біологічного походження (будь-які частки організму людини, що досліджуються з метою ДНК-експертизи).

Опосередкованими слідами людини називають сліди транспортних засобів, зламу, зброї і т. д.
Розділяють також матеріальні сліди, ідеальні (відбитки подій у свідомості, пам'яті людини), а також віртуальні, як перехідну стадію між матеріальними та ідеальними (мається на увазі діяльність людини в віртуальній, комп'ютерній сфері).
Сліди людини (або діяльності людини) в археології тлумачаться як ті, що дійшли до нас, наслідки антропогенного впливу на місцевість стародавньої доби.